# Prawo wyznaniowe
Prawo wyznaniowe – gałąź prawa, która reguluje prawa i obowiązki obywateli ze względu na wyznanie religijne lub inne formy światopoglądu oraz określa zasady tworzenia i ramy działania Kościołów i innych związków wyznaniowych. Normuje ono stosunek państwa do religii w wymiarze indywidualnym i zbiorowym. Wytycza rzeczywisty zakres istniejącej w danym państwie wolności religijnej, a tym samym zakres swobód obywatelskich i praw człowieka gwarantowanych w Konstytucji.

## Zakres
Prawo wyznaniowe zajmuje się takimi kwestiami, jak: 
- stosunki państwo – Kościół (związki religijne),
- pojęcie wolności religijnej,
- osobowość prawna Kościołów i innych związków wyznaniowych,
- ochrona uczuć religijnych,
- prawo małżeńskie (przeszkody prawne do zawarcia małżeństwa; uznanie skutków cywilnych małżeństwa wyznaniowego, uznanie nieważności małżeństwa),
- szkolnictwo wyznaniowe i nauczanie religii,
- duszpasterstwo wojskowe, więźniów, chorych,
- finansowanie i opodatkowanie kościołów i innych związków wyznaniowych,
- sprawy majątkowe związków wyznaniowych, w tym sprawa rewindykacji ich mienia,
- cmentarze wyznaniowe.
- ubezpieczenia społeczne i zdrowotne osób duchownych.

## Polskie Towarzystwo Prawa Wyznaniowego
Organizacją skupiającą specjalistów prawa wyznaniowego w Polsce jest zarejestrowane w 2008 r. Polskie Towarzystwo Prawa Wyznaniowego z siedzibą w Lublinie.

## Specjaliści prawa wyznaniowego w Polsce
Wybrani polscy specjaliści prawa wyznaniowego posiadający stopień doktora habilitowanego.
| - dr hab. Paweł Borecki - dr hab. Wojciech Brzozowski, prof. UW - prof. dr hab. Wojciech Góralski - dr hab. Józef Koredczuk, prof. UO - dr hab. Jan Krajczyński, prof. UKSW - prof. dr hab. Krzysztof Krasowski - prof. dr hab. Józef Krukowski - dr hab. Paweł A. Leszczyński - prof. dr hab. Ryszard M. Małajny - prof. dr hab. Artur Mezglewski - prof. dr hab. Henryk Misztal - dr hab. Ryszard Mojak, prof. UMCS - dr hab. Janusz Osuchowski - prof. dr hab. Michał Pietrzak - prof. dr hab. Bartosz Rakoczy - prof. dr hab. Jakub Sawicki - dr hab. Paweł Sobczyk, prof. UO - dr hab. Tadeusz Stanisławski, prof. UZ - dr hab. Piotr Stanisz, prof. KUL - dr hab. Maksymilian Stanulewicz - dr hab. Piotr Steczkowski, prof. UR - prof. dr hab. Michał T. Staszewski - prof. dr hab. Ryszard Sztychmiler - dr hab. Jarosław Szymanek - dr hab. Andrzej Szymański, prof. UO - prof. dr hab. Henryk Świątkowski - prof. dr hab. Wacław Uruszczak - prof. dr hab. Jerzy Wisłocki - dr hab. Dariusz Walencik, prof. UO - dr hab. Krzysztof Warchałowski, prof. UKSW - prof. dr hab. Wiktor Wysoczański - dr hab. Zdzisław Zarzycki - prof. dr hab. Tadeusz J. Zieliński |

## Polskie czasopisma specjalistyczne
- Przegląd Prawa Wyznaniowego, Lublin 2009-
- Studia z Prawa Wyznaniowego, Lublin 2000-